# Christa Kinshofer
Christa Kinshofer, född 24 januari 1961, är en tysk före detta alpin skidåkare.
Kinshofer blev olympisk silvermedaljör i slalom vid vinterspelen 1980 i Lake Placid.